# Glypta rufula
Glypta rufula là một loài tò vò trong họ Ichneumonidae.